# Luigi Stradella
Luigi Stradella (Monza, 28 gennaio 1929 – Monza, 9 marzo 2020) è stato un pittore italiano.

## Biografia e produzione pittorica
Nipote del pittore monzese Emilio Parma, studiò all'Accademia di Brera dove fu allievo di Aldo Carpi. Diplomatosi nel 1952, tenne la sua prima esposizione a Milano nel 1956, con presentazione di Aligi Sassu. Espose, oltre che a Milano, a Monza e Urbino.
Da uno stile ancora ottocentesco si avvicinò alla pittura informale data dalla «contaminazione del dato figurativo con l'impasto astrattizzante», dove il dato figurativo è coperto da una «cortina di colore chiaro […] ispirata alle nebbie lombarde». In seguito, sembrò voler recuperare nelle sue composizioni alcuni elementi strutturativi post-cubisti. Infine, si diede alla rappresentazione di forme evanescenti e dai colori cangianti. Le sue ricerche tuttavia non denotarono mai assolutezza di scelte, a causa forse dell'incertezza circa la strada stilistica da percorrere.